# 포스파티딜콜린

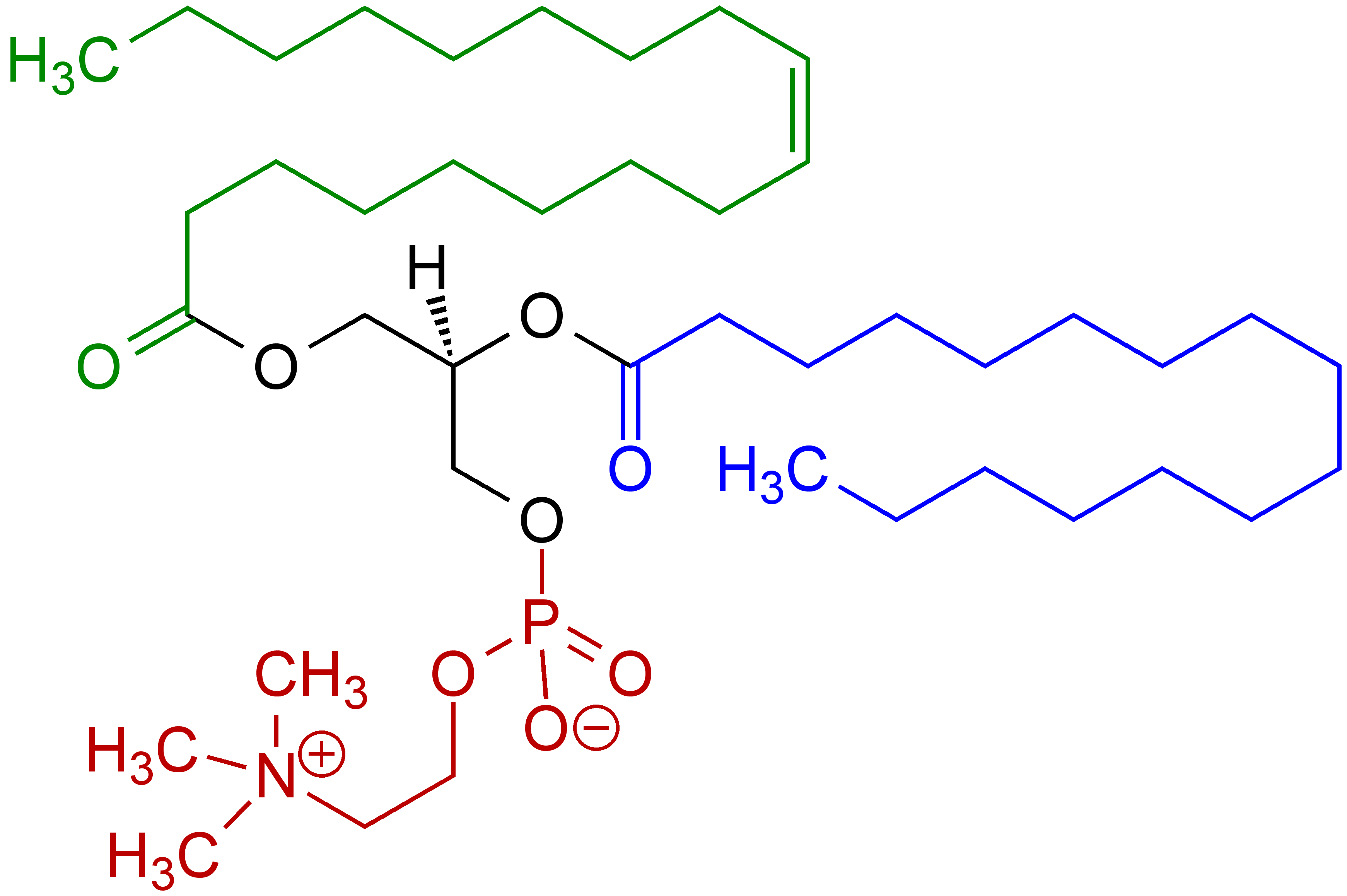
1-올레오일-2-팔미토일-포스파티딜콜린의 구조

포스파티딜콜린(영어: phosphatidylcholine, PC)은 머리 부분에 콜린을 포함하고 있는 인지질의 한 종류이다. 포스파티딜콜린은 생체막의 주요 구성 요소이며 달걀 노른자 또는 대두와 같이 쉽게 구할 수 있는 다양한 공급원으로부터 쉽게 얻을 수 있으며 헥세인을 사용하여 기계적 또는 화학적으로 추출된다. 포스파티딜콜린은 또한 동식물 조직에서 생성되는 황갈색 지방 물질인 레시틴의 구성원이다. 다이팔미토일 포스파티딜콜린(일명 레시틴)은 폐 계면활성제의 주성분이며 태아 폐 성숙도를 계산하기 위해 레시틴-스핑고미엘린 비에 자주 사용된다. 포스파티딜콜린은 모든 식물 세포와 동물 세포에서 발견되지만 대장균을 포함한 대부분의 세균의 막에는 존재하지 않는다. 정제된 포스파티딜콜린은 상업적으로 생산된다.
레시틴이라는 이름은 19세기 중반 프랑스의 화학자이자 약사인 테오도르 니콜라 고블레가 1847년에 식별한 난황 포스파티딜콜린에 적용한 "달걀 노른자"라는 뜻의 그리스어 "λέκιθος (lekithos)"에서 유래하였다. 고블레는 1874년에 마참내 화학적, 구조적 관점에서 레시틴을 완전히 설명했다. 포스파티딜콜린은 레시틴의 주요 구성 요소이기 때문에 일부 문맥에서는 이 용어가 동의어로 사용되기도 한다. 그러나 레시틴 추출물은 포스파티딜콜린과 다른 화합물의 혼합물로 구성된다. 또한 포스파티딜콜린은 높은 친유성 약물의 용해 연구에서 식후 및 절식 상태의 생체 관련 매체를 시뮬레이션하기 위해 나트륨 타우로콜레이트와 함께 사용된다.
포스파티딜콜린은 세포막 및 폐 계면활성제의 주요 구성 성분이며, 세포막의 바깥쪽 면에서 보다 더 일반적으로 발견된다. 포스파티딜콜린은 포스파티딜콜린 전달 단백질(PCTP)에 의해 세포 내 막 사이에서 운반되는 것으로 생각된다.
포스파티딜콜린은 또한 막 매개 세포 신호전달 및 다른 효소의 포스파티딜콜린 전달 단백질(PCTP) 활성화에서 역할을 한다.

## 구조 및 물리적 특성

포스파티딜콜린의 일종인 팔미토일-올레일-sn-포스파티딜콜린의 구조

포스파티딜콜린은 다양한 지방산과 함께 머리 부분의 콜린과 글리세로인산으로 구성된다. 일반적으로 지방산 중 하나는 포화 지방산(그림에서 이는 팔미트산(헥사데칸산, H3C-(CH2)14-COOH)이며, 달걀 노른자에서 고블레가 식별한 마르가르산(헵타데칸산, H3C-(CH2)15-COOH)도 이 부류에 속한다)이며, 다른 하나는 불포화 지방산(여기서는 고블레의 원래 달걀 노른자 레시틴에서와 같이 올레산 또는 9Z-옥타데센산)이다. 그러나 불포화 종의 예도 있다. 예를 들어 동물의 폐 포스파티딜콜린에는 높은 비율의 다이팔미토일포스파티딜콜린이 포함되어 있다.
포스포라이페이스 D는 포스파티딜콜린의 가수분해를 촉매하여 포스파티드산(PA)을 형성하고 머리 부분의 수용성 콜린을 세포질로 방출한다.

## 가능한 건강상의 이점

### 노화
2009년 사람의 임상 시험에 대한 체계적 문헌고찰에서 치매에 레시틴 또는 포스파티딜콜린의 보충을 뒷받침할 증거가 충분하지 않다는 사실이 밝혀졌다. 이 연구는 추가적인 대규모 연구가 수행될 때까지 중간 정도의 이점을 배제할 수 없음을 발견했다.

### 지방 분해
포스파티딜콜린이 지방흡입술의 대안으로 연구되어 왔지만, 이에 필적하는 효과가 있음을 보여준 동료 검토 연구는 없다. 지방종에 대한 포스파티딜콜린의 주사가 연구되었지만 결과는 혼재되어 있다.

### 궤양성 대장염
포스파티딜콜린의 경구 섭취로 궤양성 대장염을 치료하면 질병 활성이 감소하는 것으로 나타났다.

## 가능한 건강상의 위험
2011년의 보고서는 콜린, 트라이메틸아민 N-옥사이드 및 베타인의 생산을 통해 포스파티딜콜린의 미생물에서의 이화작용과 생쥐의 죽상동맥경화증의 증가를 연관시켰다.

## 생합성
포스파티딜콜린의 생합성에는 여러 경로가 존재하지만 진핵생물에서의 주요 경로는 다이아실글리세롤(DAG)과 사이티딘 5'-다이포스포콜린(CDP-콜린 또는 시티콜린) 사이의 축합을 포함한다. 전환은 다이아실글리세롤 콜린포스포트랜스퍼레이스에 의해 매개된다. 간에서 주로 작용하는 또 다른 경로는 메틸기 공여체인 S-아데노실메티오닌(SAM)과 함께 포스파티딜에탄올아민의 메틸화를 포함한다.

## 같이 보기
- 사이티딘 이인산-콜린
- 리소포스파티딜콜린
- 포스파티딜세린
- 포스파티딜에탄올아민
- 포스파티딜이노시톨
- 포스파티딜글리세롤
- 포화 지방산
- 불포화 지방산

## 추가 이미지

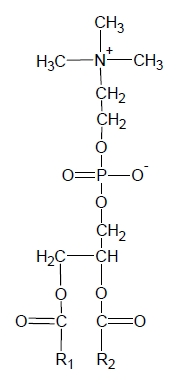
포스파티딜콜린의 일반 구조식
막 지질
콜린 대사
포스파티드산
콜린